# Иван Орманджиев
Иван Пандалеев Орманджиев с псевдоним Горски, Ив. П. Горов, Лесовски е български историк и общественик.

## Биография
Роден е в Лозенград на 21 август 1891 година. Завършва Одринската мъжка гимназия „Д-р Петър Берон“, а през 1912 година – история в Софийския университет „Св. Климент Охридски“. Работи като учител в Ксанти, Райково, Карнобат, Лозенград, Бургас и София. Участва активно в дейността на Тракийския научен институт. През 1929 година е секретар на Комитета за свобода на Тракия.
Умира на 18 септември 1963 година в София.

## Научна дейност
Иван Орманджиев прави научни изследвания предимно в областта на националноосвободителните борби на тракийските българи. Събира документи за тракийското националноосвободително движение. Издава учебници по история и научни трудове.